# Liste der Kulturdenkmäler in Unnau
In der Liste der Kulturdenkmäler in Unnau sind alle Kulturdenkmäler der rheinland-pfälzischen Ortsgemeinde Unnau einschließlich der Ortsteile Korb und Stangenrod aufgeführt. Grundlage ist die Denkmalliste des Landes Rheinland-Pfalz (Stand: 21. Dezember 2021).

## Denkmalzonen
| Bezeichnung                     | Lage                                                 | Baujahr         | Beschreibung                                                                                                | Bild            |
| ------------------------------- | ---------------------------------------------------- | --------------- | --- | --------------- |
| Denkmalzone Hachenburger Straße | Korb, Hachenburger Straße 8, 10, 12, 13, 14, 16 Lage | 19. Jahrhundert | Gruppe von Quereinhäusern des 19. Jahrhunderts, bis auf Nr. 16 giebelständig, Fachwerk, zum Teil verkleidet | Fotos hochladen |

## Einzeldenkmäler
| Bezeichnung           | Lage                                    | Baujahr                            | Beschreibung | Bild                           |
| --------------------- | --------------------------------------- | ---------------------------------- | --- | ------------------------------ |
| Bahnhof Unnau-Korb    | Korb, Bahnhofstraße 10 Lage             | um 1885                            | Empfangsgebäude mit Güterschuppen; Typenbau, kleines Nebengebäude, um 1885                                             | weitere Bilder Fotos hochladen |
| Quereinhaus           | Korb, Hachenburger Straße 13 Lage       | Mitte des 19. Jahrhunderts         | langgestrecktes Fachwerk-Quereinhaus, verkleidet, wohl aus der Mitte des 19. Jahrhunderts                              | Fotos hochladen                |
| Quereinhaus           | Korb, Wiesenweg 2 Lage                  | 18. Jahrhundert                    | langgestrecktes Fachwerk-Quereinhaus, verkleidet, wohl aus dem 18. Jahrhundert                                         | Fotos hochladen                |
| Schulhaus             | Korb, Wiesenweg 3 Lage                  | 1878                               | ehemalige Schule; eingeschossiger verschieferter Fachwerkbau, 1878                                                     | Fotos hochladen                |
| Dorfgemeinschaftshaus | Stangenrod, Jahnstraße 1 Lage           | 1926                               | ehemalige Schule; Typenbau der Heimatschutzbewegung, 1926                                                              | weitere Bilder Fotos hochladen |
| Quereinhaus           | Stangenrod, Jahnstraße 13 Lage          | um 1800                            | Fachwerk-Quereinhaus mit aufgestocktem Niederlass, verkleidet, wohl um 1800                                            | Fotos hochladen                |
| Quereinhäuser         | Stangenrod, Ringstraße 3/5 Lage         | um 1700                            | zwei aneinandergebaute Fachwerk-Quereinhäuser, teilweise massiv, um 1700, Ende des 18. und Anfang des 19. Jahrhunderts | weitere Bilder Fotos hochladen |
| Quereinhaus           | Stangenrod, Talstraße 37 Lage           | 18. Jahrhundert                    | kleines Fachwerk-Quereinhaus mit Niederlass, teilweise massiv, 18. Jahrhundert                                         | Fotos hochladen                |
| Brunnen               | Unnau, Brunnenstraße Lage               | zweite Hälfte des 19. Jahrhunderts | gusseiserner Laufbrunnen, zweite Hälfte des 19. Jahrhunderts. Albrechtbrunnen                                          | weitere Bilder Fotos hochladen |
| Quereinhaus           | Unnau, Erbacher Straße 36 Lage          |                                    | verschiefertes Fachwerk-Quereinhaus mit Niederlass                                                                     | Fotos hochladen                |
| Brunnen               | Unnau, Erbacher Straße, bei Nr. 36 Lage | zweite Hälfte des 19. Jahrhunderts | gusseiserner Laufbrunnen, zweite Hälfte des 19. Jahrhunderts.                                                          | weitere Bilder Fotos hochladen |
| Quereinhaus           | Unnau, Erbacher Straße 46 Lage          |                                    | Fachwerk-Quereinhaus mit Niederlass, teilweise massiv, verkleidet                                                      | Fotos hochladen                |
| Quereinhaus           | Unnau, Gartenstraße 5 Lage              | frühes 19. Jahrhundert             | langgestrecktes Fachwerk-Quereinhaus mit aufgestocktem Niederlass, teilweise massiv, frühes 19. Jahrhundert            | Fotos hochladen                |
| Quereinhaus           | Unnau, Gartenstraße 14 Lage             |                                    | Fachwerk-Quereinhaus mit Niederlass, verkleidet                                                                        | Fotos hochladen                |